# Doodgeboorte
Doodgeboorte of intra-uteriene vruchtdood (of met een anglicisme: stilgeboorte) wordt doorgaans gedefinieerd als foetale sterfte op of na 20, 24 of 28 weken zwangerschap, afhankelijk van de bron. Het resulteert in een baby die wordt geboren zonder tekenen van leven. Een doodgeboorte kan leiden tot schuld- of verdrietgevoelens bij de moeder. De term staat in contrast met een miskraam, wat een vroegtijdig zwangerschapsverlies is, en een levendgeborene, waarbij de baby levend geboren wordt, zelfs als de baby kort daarna overlijdt.
Vaak is de oorzaak van doodgeboorte onbekend. Mogelijke oorzaken zijn: zwangerschapscomplicaties zoals pre-eclampsie en geboortecomplicaties, problemen met de placenta of navelstreng, geboorteafwijkingen, infecties zoals malaria en syfilis en een slechte gezondheid van de moeder. Risicofactoren zijn onder meer een leeftijd van de moeder van ouder dan 35 jaar, roken, drugsgebruik, gebruik van kunstmatige voortplantingstechnieken en een eerste zwangerschap. Doodgeboorte kan worden vermoed, als er geen beweging van de foetus wordt gevoeld. De bevestiging gebeurt via een echografie.
Wereldwijde preventie van de meeste doodgeboortes is mogelijk met verbeterde gezondheidszorgsystemen. Ongeveer de helft van de doodgeboortes vindt plaats tijdens de bevalling, wat vaker voorkomt in ontwikkelingslanden dan in ontwikkelde landen. Afhankelijk van hoe ver de zwangerschap is gevorderd, kunnen er medicijnen worden gebruikt om de bevalling op te starten of kan er een soort operatie worden uitgevoerd die bekend staat als dilatatie en evacuatie. Na een doodgeboorte lopen vrouwen een hoger risico op een nieuwe doodgeboorte; bij de meeste volgende zwangerschappen zijn er echter geen soortgelijke problemen. Depressie, financieel verlies en gezinsbreuk zijn bekende complicaties.
Wereldwijd vonden er in 2015 ongeveer 2,6 miljoen doodgeboortes plaats na 28 weken zwangerschap (ongeveer 1 op elke 45 geboortes). Het komt het meeste voor in de ontwikkelingslanden, met name in Zuid-Azië en Sub-Sahara Afrika. In de Verenigde Staten is er voor elke 167 geboortes één doodgeboorte. De doodgeboortecijfers zijn afgenomen, hoewel de daling langzamer is sinds het begin van de 21e eeuw.